# 岐阜県道462号岩井高山停車場線
岐阜県道462号岩井高山停車場線 （ぎふけんどう462ごう いわいたかやまていしゃじょうせん）は、岐阜県高山市岩井町からJR高山本線高山駅に至る一般県道（岐阜県道）である。

## 概要
国立乗鞍青少年交流の家裏を起点として、飛騨高山スキー場横を通り過ぎ、起伏の激しい峠道を下り、市道石浦大洞線と合流、高山市山口町で国道361号と交差、デイリーヤマザキ前で分流し、吹屋町で西に折れ、高山郵便局前交差点で北に折れて国分寺東交差点で岐阜県道74号高山停車場線と重複し、高山駅が終点。

### 路線データ
- 起点：岐阜県高山市岩井町 国立乗鞍青少年交流の家裏
- 終点：高山停車場（高山駅南交差点）

## 重複区間
- 国道158号 : 高山郵便局前交差点～国分寺東交差点
- 岐阜県道460号石浦陣屋下切線 : 高山郵便局前交差点～国分寺東交差点

　　よって、上記区間は3路線の重複区間となる。
- 岐阜県道74号高山停車場線 : 国分寺東交差点～高山駅南交差点

　　なお、国道361号 は新道が建設され2014年3月に供用開始、路線変更により重複区間は無くなった。

## 通過する自治体
- 岐阜県
  - 高山市

## 接続路線
- 国道361号（高山市山口町、上江名子町）
- 国道158号（高山市名田町）
- 岐阜県道460号石浦陣屋下切線（高山市名田町）

## 周辺
- 国立乗鞍青少年交流の家
- 飛騨高山スキー場
- 高山市立岩滝小学校
- 高山厚生病院
- 高山市立江名子小学校
- 高山市図書館
- 飛騨高山まちの博物館
- 高山郵便局
- 高山赤十字病院
- 飛騨国分寺
- JR高山本線高山駅

## 別名
- 広小路通り（高山市）
- さんまち通り（高山市）
- えび坂通り（高山市）
- 美女街道（高山市（旧久々野町））